# Сер Річард Воллес, 1-й баронет

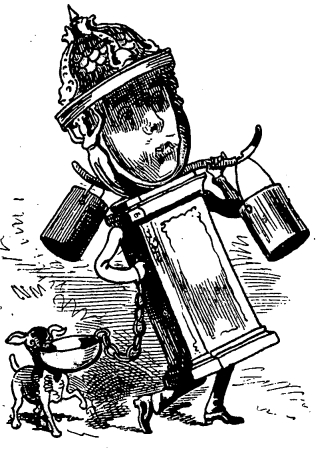
Карикатура Георга Лафоссе на Річарда Воллеса (зображений як паризький «фонтан Воллеса»), опубліковано в Le Trombinoscope

Сер Річард Воллес, 1-й баронет (англ. Sir Richard Wallace, 1st Baronet (21 червня 1818 — †20 липня 1890) — англійський колекціонер творів мистецтва.
Був побічним сином Річарда Сеймура-Конвея, 4 маркіза Гертфордського, для якого працював секретарем, і успадкував незаповіданий маєток свого батька та велику колекцію європейського мистецтва у 1871 році. Воллес збільшив колекцію, і в 1897 році, після його смерті, її було подаровано британській нації його вдовою. У наш час колекція, що стала музеєм, знаходиться у його лондонському особняку Гертфорд-хаус на Манчестер-сквер та має назву  Зібрання Воллеса. Мешканцям міста Лісберн у Північній Ірландії він заповів Воллес-парк і середню школу Воллеса. Його дім у Лісберні на Кастл-стріт тепер використовується Південно-Східнім регіональним коледжем, а заміський будинок у Садборн-холі, неподалік Орфорда, графство Саффолк, був знесений у ХХ столітті.
Незважаючи на те, що його батько мав репутацію скнари, Воллес отримав популярність під час облоги Парижа за організацію благодійних акцій.

За свій рахунок Воллес організував дві повномасштабних станції швидкої допомоги, що працювали під час облоги; одна обслуговувала поранених французів, а друга — хворих і знедолених британців.